# Екгарт Толле
Екгарт Толле (нім. Eckhart Tolle; ім'я при народженні Ульріх Леонард Толле; нар. 16 лютого 1948, Німеччина) — письменник і філософ. Один із популярних сучасних західних духовних учителів. Автор бестселера «Сила моменту тепер» (англ. The Power of Now).

## Біографія

### Кар'єра
1995 року, після неодноразових відвідин західного узбережжя Північної Америки, Екгарт Толле в свої 47 років переїхав до Ванкувера, в Британській Колумбії. Незабаром після цього він опублікував свою книгу «Сила моменту тепер». До 2008 року книгу переклали 33 мовами, включно із арабською. Незважаючи на критику деяких ЗМІ, в серпні 2000 року ця книга виявилась на сторінках «Нью-Йорк таймс» в списку бестселерів, а через два роки очолила його. 2010 року, через майже десять років, книга все ще залишалася в списку. Значне зростання популярності настало після того, як 2007 року письменника запросила на своє шоу відома американська ведуча Опра Вінфрі, яка стала надалі активною послідовницею Толле і випустила багатосерійний вебкаст «Нова Земля. Пробудження до своїх життєвих цілей». 
2009 року вийшов не менш популярний бестселер письменника під назвою «Нова Земля».
2021 року світ побачив книгу в новому більш схильному до художнього форматі «Тиша говорить».
Книги майстра високо оцінили читачі і багато виданнь. Екгарт Толле проводить лекції і щомісячно випускає передачі на інтернет-телебаченні Екгарт Толле ТБ (англ. Eckhart Tolle TV).

## Переклади українською
- Екгарт Толле. Сила моменту тепер. Переклад Ярини Винницької. — Л.: «Terra Incognita», 2017. — 224 с. ISBN 978-966-97596-3-4
- Екгарт Толле. Нова земля. Переклад Переклад Ярини Винницької. — Л.: «Terra Incognita», 2018. — 232 с. ISBN 978-617-7646-01-2